# Дистанционная система управления
Дистанционная система управления (также «дистаночное управление») — структура местного административно-территориального деления, введенная в 1831 году Российской империей. 

## Общие положения
Дистанции управлялись приставами. 
Институт дистанционных начальников прекратил своё существование в ходе административных реформ 1860-х годов.

## На территории Закавказья
После присоединения Грузии к Российской империи в 1801 году на территориях, населённых азербайджанцами (Елисуйское султанство, владения Шамшадильское, Казахское, Борчалинское и другие) были образованы так называемые татарские дистанции: Борчалинская дистанция, Казахская дистанция, Шамшадильская дистанция, Бамбако-Шурагельская (Памбако-Шорагяльская) дистанция, а также Елисаветпольский округ.

## На территории Казахстана
Согласно этой структуре, после упразднения ханского правления в Западном Казахстане территории старших султанов были разделены на дистанции. Дистанциям подчинялись аулы. Дистанционная система управления существовала до 1868 года. В течение 37 лет количество дистанций, их размеры, расселение в них родов, а также численность населения постоянно менялись. Первоначально дистанционной системе управления подчинялся род адай близ крепости Ново-Александровск, после принятия «Устава об Оренбургских киргизах» также все казахские роды, относящиеся к Уральской и Оренбургской крепостям. В середине XIX века количество дистанций составило 54.
Управляющие дистанциями («дистаночные начальники») назначались Оренбургским генерал-губернатором, им платили из казны жалование от 50 до 75 рублей (в год[уточнить]). При дистаночном начальнике состоял также письмоводитель. Управляющие должны были следить за отношениями между казахскими родами, выполнять поручения военных губернатора и султана-правителя, следить за сбором налогов. В отличие от «верхних этажей» власти (уезды, губернии), где чиновники в основном были русскими, дистаночные начальники представляли казахскую знать (султаны, бии, старшины).
Через структуры дистанционной системы управления российское правительство проводило колониальную политику в Западном Казахстане.